# Rodrigo de Escobedo

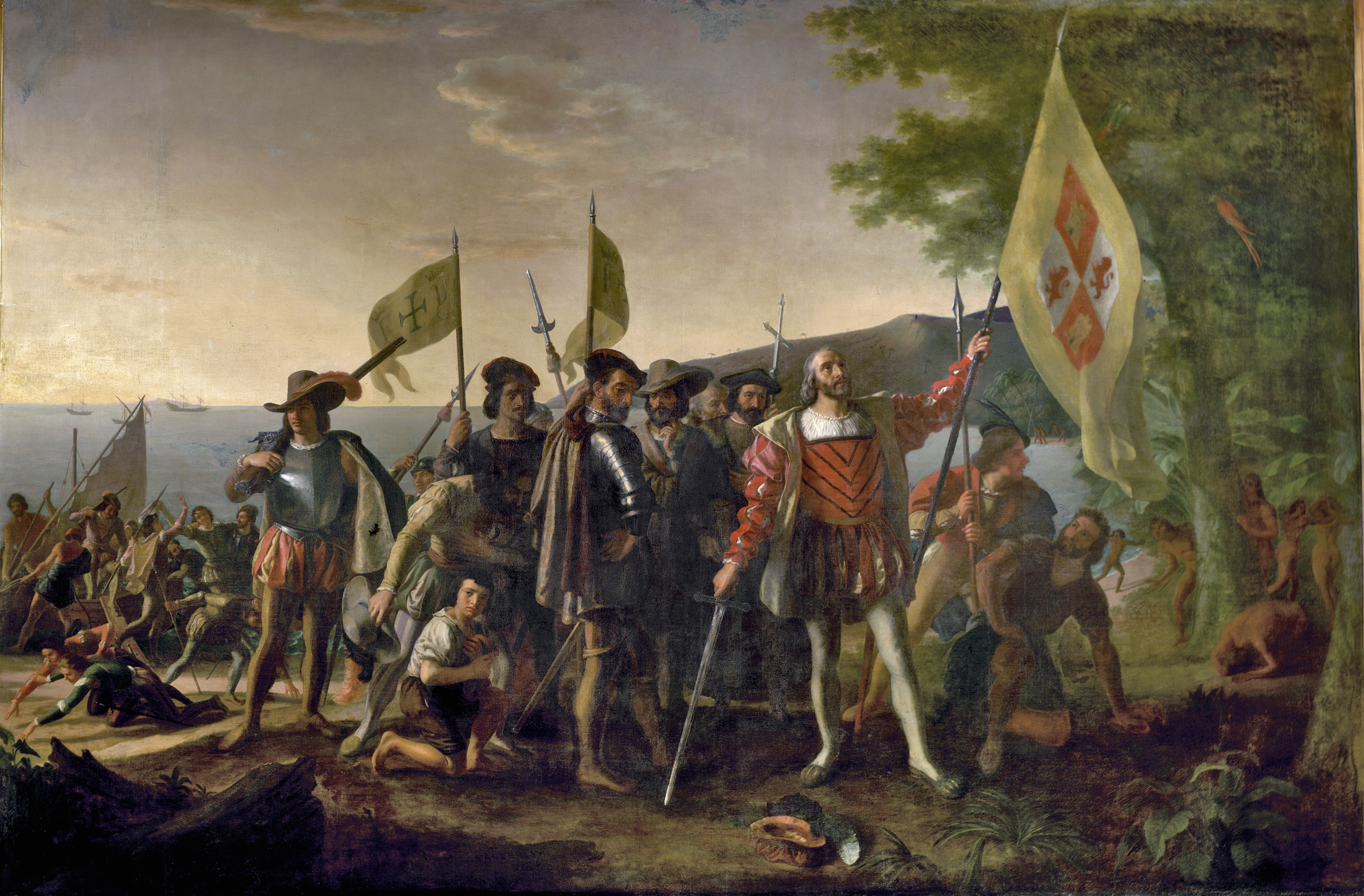
Rodrigo de Escobedo, "escribano de toda la Armada", levantando acta de la toma de posesión por Cristóbal Colón de las nuevas tierras de Indias, el 12 de octubre de 1492.

Rodrigo de Escobedo (Segovia, ? — Fuerte Navidad, Isla La Española, 1493) fue el escribano o notario "de toda la Armada". Acompañó a Cristóbal Colón en su primer viaje de descubrimiento de América; embarcó en la carabela Santa María, el 3 de agosto de 1492, junto al Almirante Colón, el patrón Juan de la Cosa, el Piloto mayor Pedro Alonso Niño, el contramaestre Diego de Arana, etc.
En su calidad de notario, levantó el Acta por la cual Cristóbal Colón tomaba posesión de la Isla Guanahani, que él bautizó como San Salvador, el 12 de octubre de 1492, cuando llegó por primera vez a tierra firme de la llamada, posteriormente, América. Por tal motivo, se le considera el primer notario de América.
Fue uno de los 39 miembros de la expedición que se quedó en el Fuerte Navidad —considerado el primer
asentamiento español en América— construido en la Isla La Española cuando la nao Santa María encalló junto a sus costas el 25 de diciembre de 1492. Cuando Colón regresó al asentamiento, el 28 de noviembre de 1493, durante su segundo viaje, encontró el Fuerte destruido y todos sus habitantes asesinados por el cacique taíno Caonabo producto de la forma en que empezaron a apoderarse de los pocos bienes de los pobladores y de sus mujeres, así como todo tipo de abusos amparados en su superioridad bélica.
Rodrigo de Escobedo era sobrino de fray Juan Pérez (o fray Rodrigo Pérez), confesor de la reina Isabel la Católica.